# Simon Dehairs
Simon Dehairs (Tienen, 4 juni 2001) is een Belgisch wielrenner.

## Carrière
Als tweedejaars junior werd Dehairs onder meer dertigste in de Ronde van Vlaanderen voor junioren en de E3 BinckBank Classic voor junioren. Op het nationale juniorenkampioenschap werd hij, achter Arnaud De Lie, tweede. In 2020 maakte hij de overstap naar de beloften. Omdat zijn wielerclub Olympia Tienen geen beloftenteam had, vertrok hij naar GM Recycling Team. Hij combineerde dat jaar het wielrennen met een studie sportwetenschappen in Leuven. Op het nationale kampioenschap voor beloften werd hij dat jaar derde, achter Jordi Meeus en Arne Marit.
In augustus 2021 maakte Dehairs de overstap naar de opleidingsploeg van Alpecin-Fenix. In september werd hij, namens de hoofdmacht, zestiende in de Gooikse Pijl. Ook in 2022 reed Dehairs de meeste wedstrijden namens de hoofdploeg. Zo nam hij deel aan onder meer Milaan-Turijn en de Veenendaal-Veenendaal Classic. Namens de opleidingsploeg won hij een etappe en het puntenklassement in de Koers van de Olympische Solidariteit. Op amateurniveau won hij een etappe in de Ronde van Vlaams-Brabant en de Trofee Maarten Wynants. In 2023 was Dehairs de beste in Puivelde Koerse en het nationale kampioenschap voor beloften. In maart 2024 werd hij, achter Nicklas Pedersen, tweede in de Ster van Zwolle. Acht dagen later won hij de GP Vermarc. In de Olympia's Tour won hij de derde etappe. begin april nam hij namens Alpecin-Deceuninck deel aan de Scheldeprijs, waar hij in dienst reed van kopman Jasper Philipsen. Een week later won hij een etappe in de Ronde van Loir-et-Cher.

## Overwinningen
2022
1e etappe deel B Koers van de Olympische Solidariteit
Puntenklassement Koers van de Olympische Solidariteit
2023
 Belgisch kampioen op de weg, Beloften
2024
3e etappe Olympia's Tour
2e en 4e etappe Ronde van Loir-et-Cher
Puntenklassement Ronde van Loir-et-Cher
Grote Prijs Rik Van Looy
2025
1e etappe Ronde van Turkije
Trofee Maarten Wynants

## Ploegen
- 2021 –  Alpecin-Fenix Development Team
- 2022 –  Alpecin-Deceuninck Development Team[a]
- 2023 –  Alpecin-Deceuninck Development Team
- 2024 –  Alpecin-Deceuninck Development Team
- 2025 –  Alpecin-Deceuninck

Bayer · Boven · Debruyne · Dehairs · Del Grosso · Dillier · Gaze · Ghys · Glivar · Gogl · Groves · Hermans · Hollmann · Janssens · Kielich · Meurisse · Philipsen · Planckaert · Plowright · Price-Pejtersen · Rickaert · Riesebeek · Uhlig · Van Den Bossche · van der Poel · Van Tricht · Vergallito · Vermeersch